# Louis Auvray
Louis Auvray (nacido el 7 de abril de 1810 en Valenciennes (Nord) - fallecido el 27 de abril de 1890 en París), fue un escultor y crítico de arte francés del siglo XIX

## Datos biográficos
Alumno de David d'Angers. Es hermano del pintor Félix Auvray.

## Obras
Entre las mejores y más conocidas obras de Louis Auvray se incluyen las siguientes:
- Retrato de Alexandre Charles Sauvageot , coleccionista, violinista , donante y conservador honorario de los museos imperiales (1781-1860) (1863), busto, mármol, París, Museo del Louvre,

- Retrato del pintor Gentile Bellini (c. 1429 - 1507) (1871), busto, mármol, París, Museo del Louvre,

- Retrato del cronista Jean Froissart (1333 - c. 1410) (1843), busto, mármol, Versalles, los castillos de Versalles y de Trianon,

- Retrato del músico Jean-François Le Sueur (1760 - 1837), busto, mármol, Versalles, los castillos de Versalles y de Trianon

- Retrato del escultor Jacques François Joseph Saly (1717 - 1776), busto, mármol, Versalles, los castillos de Versalles y de Trianon,

- Retrato del escultor Jacques François Joseph Saly (1717 - 1776) (1838), busto, mármol, Valenciennes, Museo de Bellas Artes

## Publicaciones
Continuó la publicación del Diccionario General de artistas de la escuela francesa desde el comienzo de las técnicas de diseño hasta hoy en día . Conocido en Francia como Bellier et Auvray, comenzado por Émile Bellier de La Chavignerie (1821-1871). 